# Valmascle
 Valmascle  es una población y comuna francesa, situada en la región de Occitania, departamento de Hérault, en el distrito de Lodève y cantón de Clermont-l'Hérault.

## Demografía
| 32 | 40 | 38 | 43 | 41 | 41 |
| Para los censos de 1962 a 1999 la población legal corresponde a la población sin duplicidades (Fuente: INSEE [Consultar]) |    |    |    |    |    |